# Aldeanueva de la Sierra
Aldeanueva de la Sierra là một đô thị ở tỉnh Salamanca, phía tây Tây Ban Nha, cộng đồng tự trị Castile-Leon. Đô thị này có cự ly 61 kilômét so với thành phố Salamanca và có dân số 117 người. Đô thị này có diện tích 14,51 km².
Đô thị này nằm trên khu vực có độ cao 981 mét trên mực nước biển.